# Спитковиці (гміна, Вадовицький повіт)
Гміна Спитковіце (пол. Gmina Spytkowice) — сільська гміна у південній Польщі. Належить до Вадовицького повіту Малопольського воєводства.
Станом на 31 грудня 2011 у гміні проживало 10121 особа.

## Площа
Згідно з даними за 2007 рік площа гміни становила 47.03 км², у тому числі:
- орні землі: 71.00%
- ліси: 10.00%

Таким чином, площа гміни становить 7.28% площі повіту.

## Населення
Станом на 31 грудня 2011:
| Опис     | Загалом | Загалом | Чоловіки | Чоловіки | Жінки | Жінки |
| -------- | ------- | ------- | -------- | -------- | ----- | ----- |
| одиниця  | осіб    | %       | осіб     | %        | осіб  | %     |
| все      | 10121   | 100     | 4926     | 48.67    | 5195  | 51.33 |
| міське   | 0       | 100     | 0        |          | 0     |       |
| сільське | 10121   | 100     | 4926     | 48.67    | 5195  | 51.33 |

## Сусідні гміни
Гміна Спитковіце межує з такими гмінами: Альверня, Бжезьниця, Затор, Томіце, Черніхув.